# Канський район
Ка́нський райо́н (рос. Ка́нский райо́н)— адміністративно-територіальна одиниця (район) та муніципальне утворення (муніципальний район) в східній частині Красноярського краю Росії.
Адміністративний центр - місто Канськ (до складу району не входить).

## Географія
Площа території 4246 км.
| Прапор Росії | Це незавершена стаття про Росію. Ви можете допомогти проєкту, виправивши або дописавши її. |